# Sejm Prowincji Śląskiej
Sejm Prowincji Śląskiej (niem. Schlesischer Provinziallandtag) – był organem samorządowym Śląska w latach 1824-1933, podejmującym uchwały w ramach uprawnień prowincji i opiniującym dotyczące jej ustawy. Mieścił się we Wrocławiu przy ul. J. Piłsudskiego (niem. Gartenstraße) w Domu Krajowym Prowincji Śląskiej (niem. Landeshaus der Provinz Schlesien).